# Барбона
Барбона (итал. Barbona) је насеље у Италији у округу Падова, региону Венето.
Према процени из 2011. у насељу је живело 87 становника. Насеље се налази на надморској висини од 6 м.

## Становништво
| 1931. | 1936. | 1951. | 1961. | 1971. | 1981. | 1991. | 2001. | 2011. |
| ----- | ----- | ----- | ----- | ----- | ----- | ----- | ----- | ----- |
| 1.726 | 1.759 | 1.712 | 1.205 | 1.055 | 892   | 800   | 780   | 733   |